# På Österåker
På Österåker è un album live del cantautore country Johnny Cash pubblicato dall'etichetta Columbia Records nel 1973.

## Il disco
Il disco contiene la registrazione di un concerto di Cash svoltosi il 3 ottobre 1972 nel carcere di Österåker in Svezia di fronte a un pubblico di detenuti; sulla falsariga dei più famosi At San Quentin e At Folsom Prison. A differenza di questi ultimi, På Österåker non contiene nessuna canzone famosa di Cash. La canzone Orleans Parish Prison fu pubblicata su singolo, senza riscuotere particolari consensi.

## Tracce
1. Orleans Parish Prison (Dick Feller) - 2:32
2. Jacob Green (Johnny Cash) - 3:07
3. Me and Bobby McGee (Fred Foster, Kris Kristofferson) - 3:11
4. The Prisoner's Song (Guy Massey) - 2:24
5. The Invertebraes (Johnny Cash, Craig Dillingham, A. C. Johnston) - 2:27
6. That Silver Haired Daddy of Mine (Gene Autry, Jimmy Long) - 3:08
7. City Jail (Johnny Cash) - 3:56
8. Life of a Prisoner (Larry Wilkerson) - 2:49
9. Looking Back in Anger (Harlan Sanders, Glen Sherley) - 2:14
10. Nobody Cared (June Carter Cash) - 2:07
11. Help Me Make It Through the Night (Kris Kristofferson) - 3:09
12. I Saw a Man (Arthur Smith) - 3:03

## Ristampa 2007
På Österåker fu ristampato nel 2007 in una versione molto diversa dall'originale. La traccia Orleans Parish Prison è tratta da un'esecuzione completamente differente; la versione apparsa sull'album originale era infatti stata registrata in studio con successive sovraincisioni di applausi del pubblico per dare l'idea che fosse dal vivo. San Quentin venne suonata da Cash sostituendo San Quintino con Österåker, cosa che fu molto apprezzata dal pubblico dei detenuti e così in questa versione, eseguita due volte, la traccia è stata inclusa nella ristampa insieme a due brani di Carl Perkins eseguiti da lui stesso, provenienti dallo stesso concerto. In aggiunta, la versione estesa contiene svariati successi di Cash che erano stati lasciati fuori dall'album originale per dare risalto al nuovo materiale.

### Tracce Legacy Edition
1. I Walk the Line [strumentale] (Johnny Cash) - 1:50
2. A Boy Named Sue (Shel Silverstein) - 3:22
3. Sunday Mornin' Comin' Down (Kris Kristofferson) - 4:11
4. Österåker (San Quentin) (Johnny Cash) - 2:45
5. Me and Bobby McGee (Fred Foster, Kris Kristofferson) - 2:57
6. Orleans Parish Prison (Dick Feller) - 3:16
7. Jacob Green (Johnny Cash) - 2:59
8. Life of a Prisoner (Larry Wilkerson) - 3:12
9. The Prisoners Song (Guy Massey) - 3:04
10. Folsom Prison Blues (Johnny Cash) - 2:39
11. City Jail (Johnny Cash) - 3:59
12. Help Me Make It Through The Night (Kris Kristofferson) - 3:15
13. That Silver Haired Daddy of Mine (Gene Autry, Jimmy Long) - 3:01
14. The Invertebraes (Cash, Craig Dillingham, A. C. Johnston) - 3:11
15. Lookin' Back In Anger (Harlan Sanders, Glen Sherley) - 2:18
16. I Saw A Man (Arthur "Guitar Boogie" Smith) - 3:29
17. High Heel Sneakers (Tommy Tucker) (eseguita da Carl Perkins) - 3:20
18. Blue Suede Shoes (Carl Perkins) (eseguita da Carl Perkins) - 3:30
19. Dirty Old Egg Suckin' Dog (Jack Clement) - 2:20
20. Wreck of the Old 97 (Arrang. Cash, Bob Johnson, Norman Blake) - 1:46
21. I Promise You (Johnny Cash) - 2:28
22. Nobody Cared (June Carter Cash) - 2:00
23. Österåker (San Quentin) (Johnny Cash) - 1:46
24. Folsom Prison Blues [strumentale] (Johnny Cash) - 0:53

## Formazione
- Johnny Cash – voce, chitarra acustica
- Marshall Grant – basso
- W.S. Holland – batteria
- Bob Wootton – chitarra elettrica
- Carl Perkins – voce, chitarra elettrica
- Larry Butler – pianoforte